# 立命館アジア太平洋大学孔子学院
立命館アジア太平洋大学孔子学院（りつめいかんあじあたいへいようだいがくこうしがくいん、英字表記：Confucius Institute at Ritsumeikan Asia Pacific University）は、中国語教育・文化の普及を目的とする私立学校。大分県別府市十文字原に本部を置く。

## 概要
2006年（平成18年）10月25日、立命館アジア太平洋大学と中国政府（中国国家漢語国際推廣領導小組弁公室）との間で「『立命館アジア太平洋大学孔子学院』合作協定書」を締結。運営形態は、浙江大学（浙江省杭州市）との共同運営である。

## 立命館アジア太平洋大学孔子学院 理事長
- モンテ・カセム - 学校法人立命館 副総長・立命館アジア太平洋大学第2代学長

## 院長
- 初代 - 西川孝次

## 校名の由来
「立命館」は、孟子「盡心章（じんしんしょう）」にある「殀寿貳（ようじゅたが）わず、身を修めて以て之を俟（ま）つは、命を立つる所以（ゆえん）なり」という一節からとられた。